# Dalea exilis
Dalea exilis är en ärtväxtart som beskrevs av Dc.. Dalea exilis ingår i släktet Dalea, och familjen ärtväxter. Inga underarter finns listade i Catalogue of Life.